# Herb Prabut
Herb Prabut – jeden z symboli miasta Prabuty i gminy Prabuty w postaci herbu.

## Wygląd i symbolika
Herb przedstawia w polu błękitnym w srebrnej bramie taki sam Dziki mąż z zieloną przepaską, trzymający taką samą maczugę.
Jest to herb herb mówiący. Nawiązuje do niemieckiej nazwy miasta – Riesenburg.

## Historia

Dawny herb Prabut

Niemiecka nazwa miasta przez niektórych jest wywodzona od pruskiej nazwy ziemi – Resin (Resinburg) lub też od słowa Riesen (Riesenburg) – miasto, gród olbrzyma. Stąd też olbrzym z maczugą umieszczony w herbie miasta. Herb został ustanowiony przez radę miejską 16 marca 2011 r.

## Kontrowersje
Komisja Heraldyczna negatywnie oceniła projekt herbu. Zdaniem komisji, architektura w herbie została przedstawiona w sposób skomplikowany i zawiera zbyt wiele szczegółów. Zastrzeżenia budzi też postać olbrzyma, która powinna zostać znacznie uproszczona i poddana stylizacji heraldycznej.